# Hekatompil
Hekatompil (grško Ἑκατόμπυλος, Hekatόmpylos) ali Sad Darvāzeh (perzijsko سددروازه, tudi صددروازه, Sad Darvāzeh), antično mesto v zahodnem Horasanu v Iranu, po letu 200 pr. n. št. prestonica Partskega cesarstva.
Ime Hekatompylos pomeni "Mesto s sto vrati". Enak pomen ima tudi perzijsko ime Sad Darvāzeh. Takšno ime so običajno dobila velika mesta z več kot tradicionalno štrimi mestnimi vrati. Mesto je po današnjih ocenah na svojem višku obsegalo 28 km² in imelo nekaj deset tisoč prebivalcev.
Antični viri navajajo, da se je poleti 330 pr. n. št. v mestu ustavil Aleksander Veliki. Po njegovi smrti je mesto pripadlo Selevkidskemu cesarstvu. Okoli leta 238 pr. n. št. so ga zasedli Parni pod poveljstvom Arsaka I. in ga izbrali za eno od prvih prestolnic svojega Partskega cesarstva. Kot kraljevo mesto ga omenjajo številni antični pisci, med njimi Strabon, Plinij Starejši in Ptolemaj, čeprav so imeli Parti v različnih obdobjih tudi več drugih prestolnic.
Njegove ruševine so v sedanjem Šahr-e-Qumisu med Semnanom in Damqanom v iranski provinci Semnan.